# Cecidochares latigenis
Cecidochares latigenis är en tvåvingeart som beskrevs av Friedrich Georg Hendel 1914. Cecidochares latigenis ingår i släktet Cecidochares och familjen borrflugor.
Artens utbredningsområde är Bolivia. Inga underarter finns listade.